# Serbie au Concours Eurovision de la chanson 2017
La Serbie est l'un des quarante-deux pays participants du Concours Eurovision de la chanson 2017, qui se déroule à Kiev en Ukraine. Le pays est représenté par la chanteuse Tijana Bogićević et sa chanson In Too Deep. Lors de l'Eurovision, le pays ne parvient pas à se qualifier pour la finale, arrivant 11e avec 98 points en demi-finale.

## Sélection
Le diffuseur serbe confirme sa participation le 5 octobre 2016. Le 27 février 2017, il annonce que la chanteuse Tijana Bogićević représentera le pays. Sa chanson, intitulée In Too Deep, est publiée le 11 mars suivant.

## À l'Eurovision
La Serbie participe à la deuxième demi-finale, le 11 mai 2017. Arrivée 11e avec 98 points, la chanteuse ne se qualifie pas pour la finale.